# فاتنة الغرة
فاتنة محمد دياب الغُرّة (مواليد 1974 م) هي كاتبة وشاعرة وصحفية ومترجمة فلسطينية، بدأت تجربتها الشعرية عام 2000، وحازت على جائزة شعر مدينة فيوميشينو الإيطالية لمجموعتها الشعرية «خيانات الرب». قدمت إلى غزة من بروكسل في 4 أكتوبر 2023 بعد غياب دام أكثر من 15 عاماً.

## سيرتها
تقدمت فاتنة الغُرّة بطلب اللجوء في بلجيكا في عام 2009، وفي عام 2016 حصلت على الجنسية البلجيكية. تعمل كصحفية مستقلة ومترجمة وشاعرة، وعملت في قناة الجزيرة لفترة كصحفية. ولديها منتدى شعري يسمى "صالون فاتنة للشعر" في بلجيكا وهولندا. شاركت فاتنة في مهرجانات دولية ومشاريع شعرية حول العالم، وفي عام 2017 شاركت في الإقامة الدولية في جامعة آيوا. في 4 أكتوبر 2023 ذهبت لزيارة عائلتها في غزة، وصادف وجودها عملية طوفان الأقصى، وعلى أثر ذلك أجرت معها وسائل الإعلام الفلمنكية والهولندية مقابلات حول الوضع في قطاع غزة. في 14 يناير 2024، عادت إلى فلاندرز مع والديها.

## مؤلفاتها
تُرجمت أعمالها إلى الإسبانية والإيطالية والفرنسية والهولندية. وفي عام 2012 فازت بجائزة الهجرة الأدبية للكتاب الناطقين باللغة الهولندية.

## جوائز
- جائزة شعر مدينة فيوميشينو، بمدينة روما، عن أفضل كتاب شعري مترجم من العربية للإيطالية.[10]